# Heilige Martelaren van Gorcumkerk (Koog aan de Zaan)
De Heilige Martelaren van Gorcumkerk was een rooms-katholieke kerk aan de Boschjesstraat 115 in Koog aan de Zaan.
De kerk werd in 1931-1932 gebouwd. Architect Nicolaas Molenaar jr. ontwierp een traditionalistisch driebeukig kerkgebouw met een breed middenschip met twee korte transepten en een verhoogd priesterkoor. Op de linkerhoek van de voorgevel staat een toren met naaldspits. Bij de kerk hoorde een pastorie en een school. Deze school, de Leonardusschool, is gesloopt en vervangen door nieuwbouw.       
De kerk werd op 21 november 1932 officieel geconsacreerd door bisschop J.D.J. Aengenent.
De kerk werd als zodanig gebruikt door de parochie HH. Martelaren van Gorcum. Het kerkgebouw is een gemeentelijk monument.       
Uit de rapportage van de gemeentelijke monumentencommissie: 
De kerk is van architectuurhistorische waarde als voorbeeld van een katholieke kerk uit 1932. Het oorspronkelijke karakter is bijzonder gaaf bewaard gebleven. De kerk is opgetrokken in een, in de Zaanstreek weinig voorkomende, expressionistische stijl, en is daarvan een tamelijk zeldzaam voorbeeld.
In stedenbouwkundig opzicht speelt de kerk in combinatie met de naast gelegen pastorie een beeldbepalende rol in het straatbeeld van de Boschjesstraat. In relatie met de pastorie heeft het object een ensemblewaarde.
De kerk is driebeukig met een breed middenschip en lage, smalle zijbeuken.
De oostelijke transepten zijn altaarkapellen, de westelijke zijn de voormalige biechtstoelen. Ter weerszijden van het koor bevindt zich een kapel; aan de noordzijde de meisjes- en aan de zuidzijde de jongenskapel.
Aan de westzijde van het middenschip bevindt zich de zangerstribune met een fraai gedecoreerd, houten balkon.  Daaronder bevindt zich aan de noordzijde de entree naar de toren en aan de zuidzijde de doopkapel.
Aan de oostzijde is het priesterkoor. Links van deze boog (noordzijde) staat de halfrond gemetselde preekstoel. Op het twee treden hoger gelegen priesterkoor staat een marmeren altaar opgesteld.
Het gebouw is op 12 september 2021 aan de eredienst onttrokken en op 15 oktober 2021 leeg opgeleverd. In 2025 is het tabernakel van dit kerkgebouw geplaatst in de Sint-Josephkerk te Hooglanderveen.

Fotogalerij
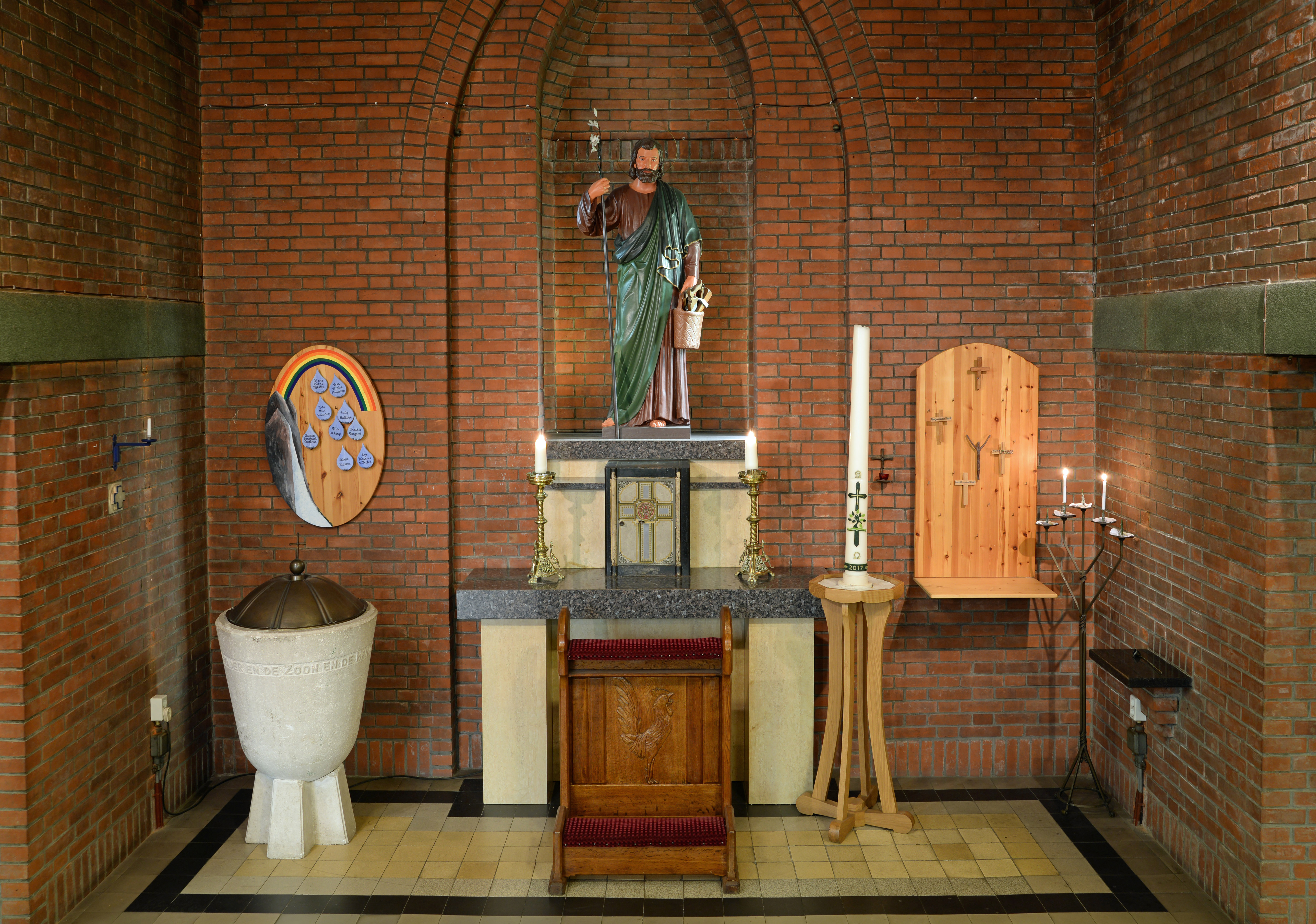
Interieur kerk, Jozefnis
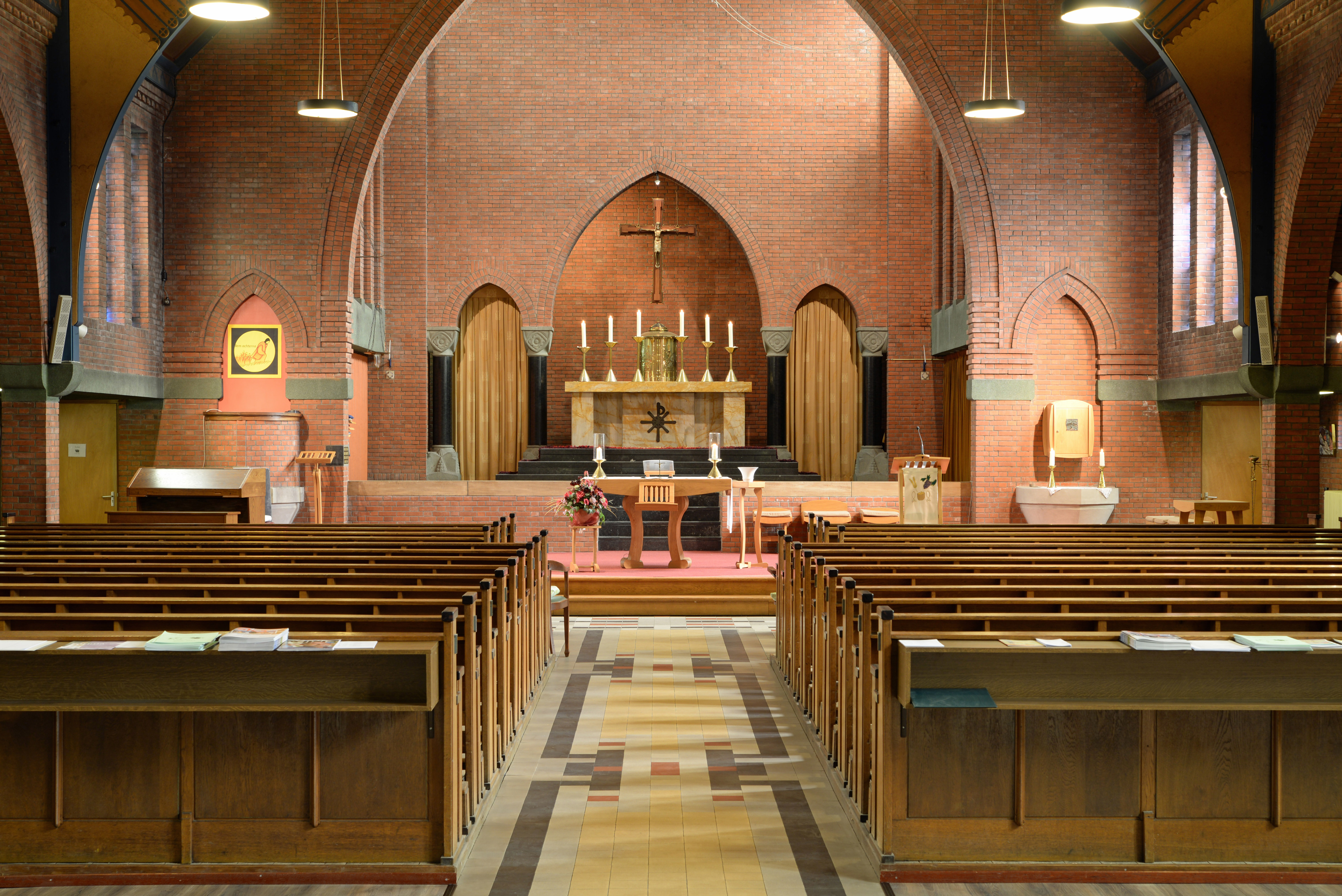
Interieur kerk
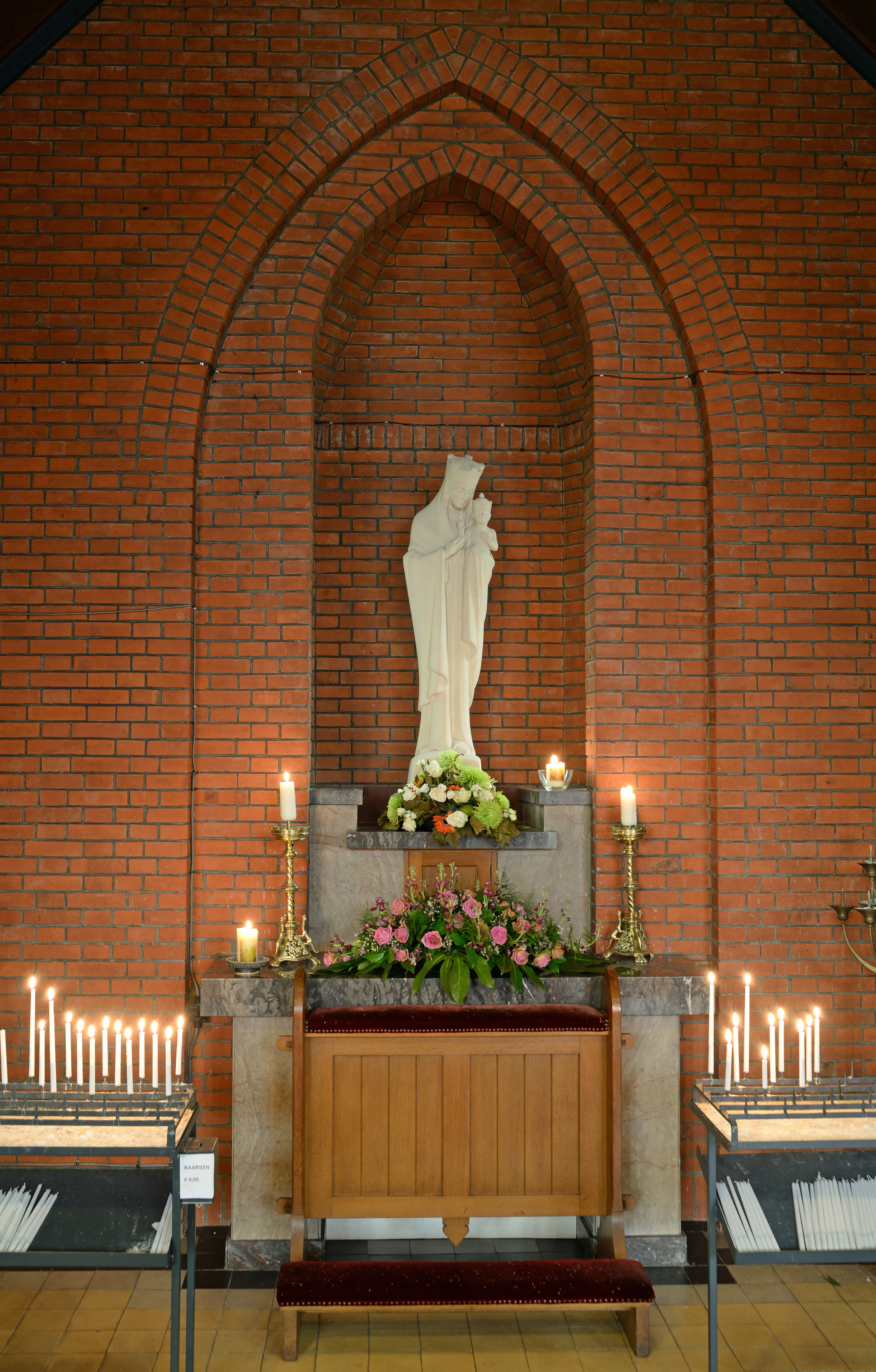
Interieur kerk, Marianis
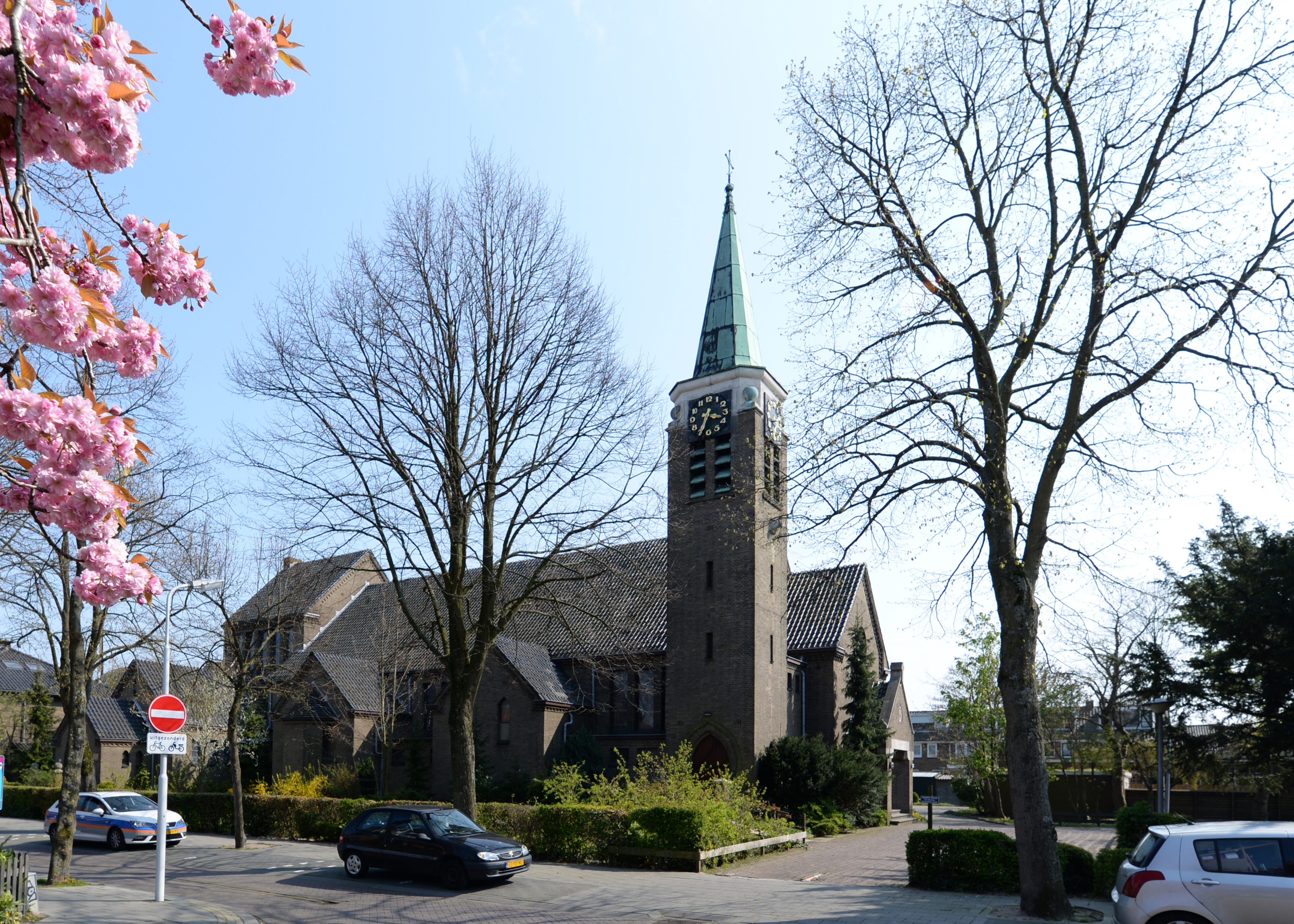
Kerkgebouw
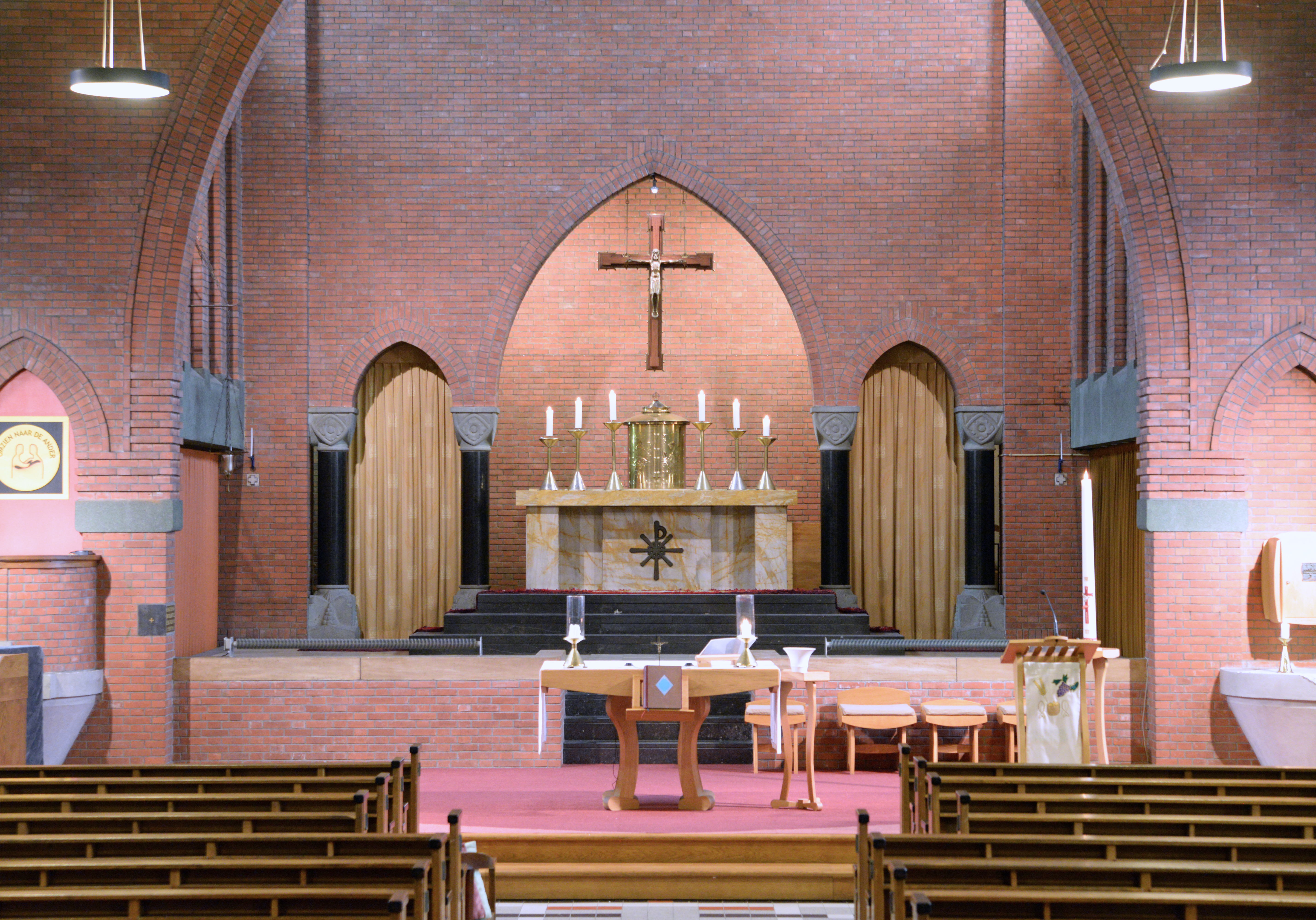
Kerkinterieur, liturgisch centrum
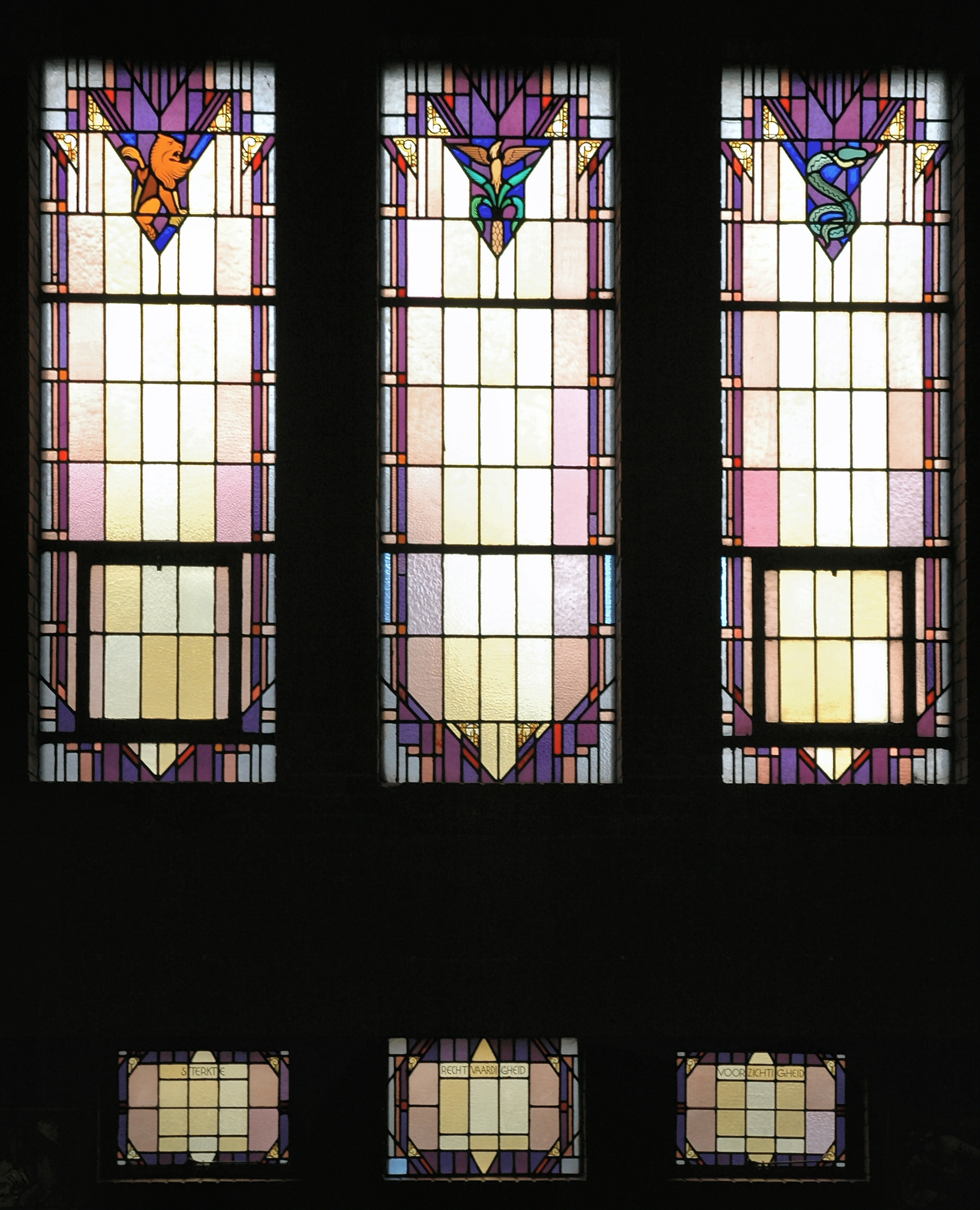
Glas-in-lood ramen met symbolen bij deugden
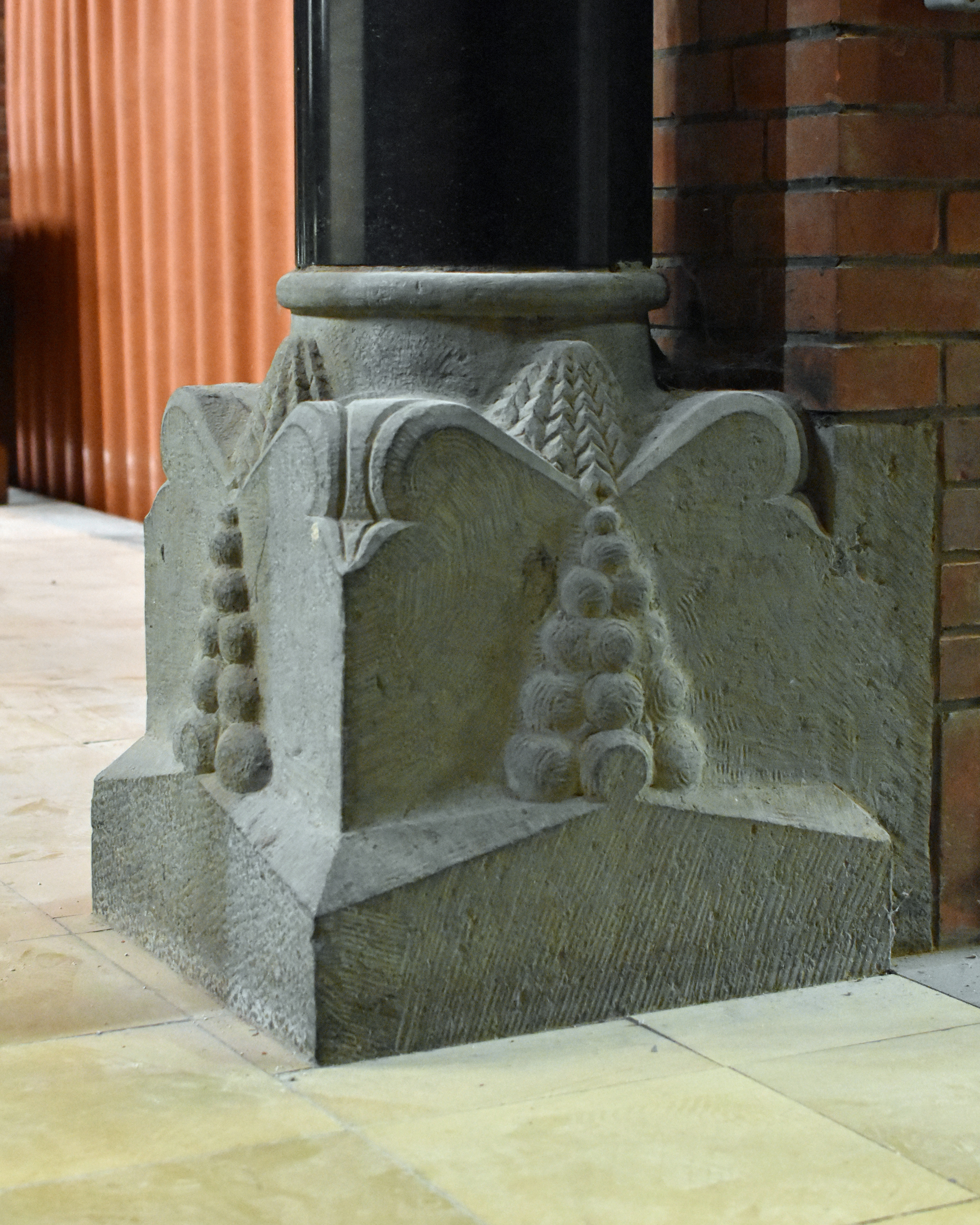
Pilaarvoet
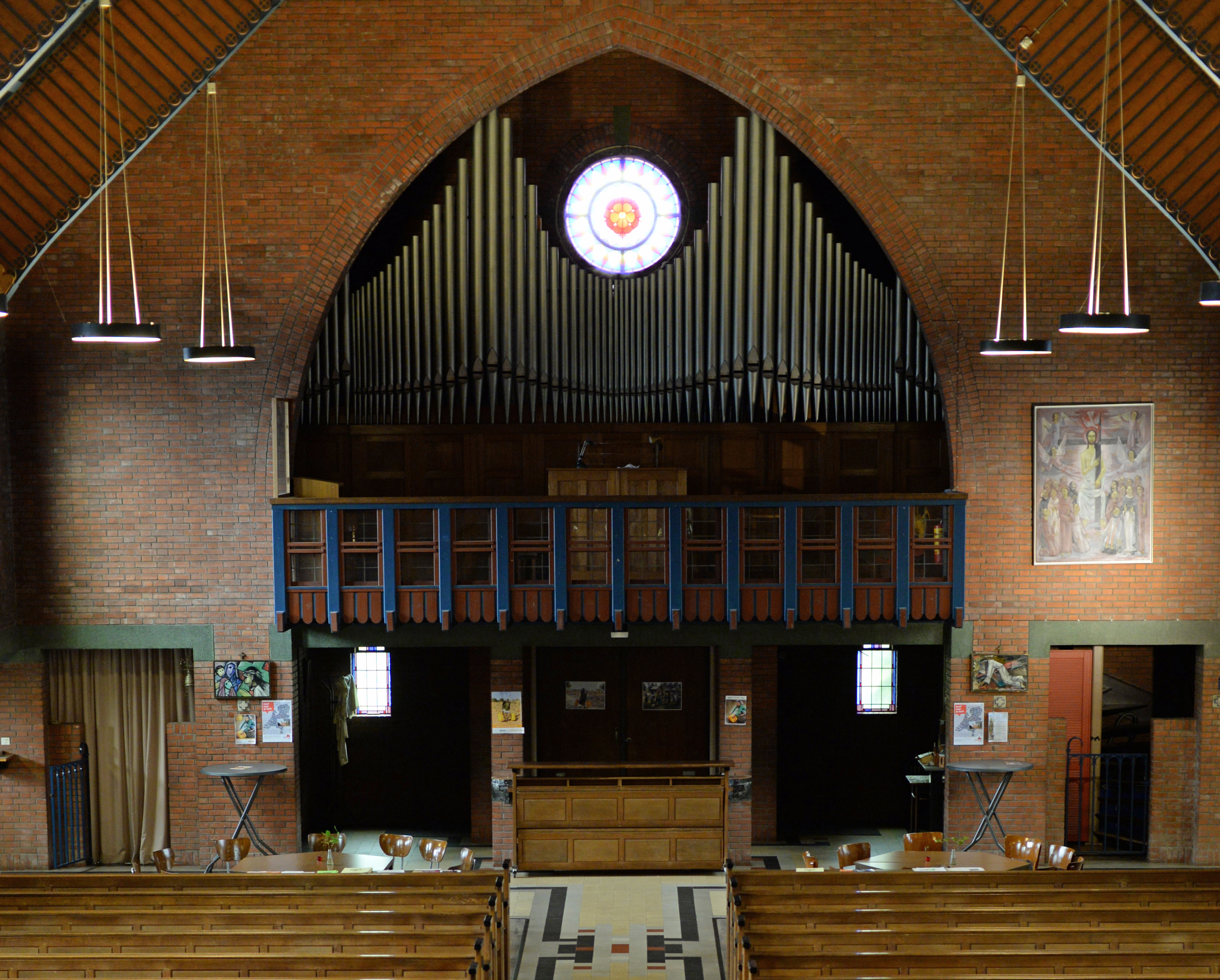
Zangerstribune en Pelsorgel